# Kęty
Kęty is een stad in het Poolse woiwodschap Klein-Polen, gelegen in de powiat Oświęcimski. De oppervlakte bedraagt 23,14 km², het inwonertal 19.175 (2005).

## Verkeer en vervoer
- Station Kęty